# Clavisphecia chrysoptera
Clavisphecia chrysoptera is een vlinder uit de familie wespvlinders (Sesiidae), onderfamilie Sesiinae.
Clavisphecia chrysoptera is voor het eerst wetenschappelijk beschreven door Hampson in 1919. De soort komt voor in het Oriëntaals gebied.